# Yuka Kinoshita
Kinoshita Yuka (木下ゆうか; sinh năm 1985) là một Youtuber Nhật Bản và là một người có sức ăn khác người. Đến khi chụp CT, đội ngũ giám sát mới nhận ra dạ dày Yuka vô cùng đặc biệt. Lúc đói, bộ phận này chỉ lớn hơn mức trung bình một chút nhưng nếu đưa vào 100 miếng sushi, nó sẽ to lên 66 lần, thậm chí đè vào các cơ quan khác. Ngoài ra, do không hấp thụ được dinh dưỡng từ lượng thực phẩm khổng lồ, Yuka ăn bao nhiêu cũng không béo.
Nguyên tên cô được viết theo ký tự Kanji là 木下佑香 (Mộc Hạ Hựu Hương) hoặc được ký âm hiragana là きのした ゆうか. Tuy nhiên, tài khoản Youtube lẫn Twitter của cô đều dùng cách ghi hỗn hợp 木下ゆうか cũng như tên phiên âm tiếng Anh là Yuka Kinoshita. Cô sinh ngày 4 tháng 2 năm 1985, tại Kitakyūshū, Fukuoka, Nhật Bản.

## Sự nghiệp
Kinoshita Yuka bắt đầu đăng những đoạn clip về sức ăn của mình lên YouTube vào năm 2014, năm năm sau lần đầu thắng giải của cô trong một cuộc thi ăn tại Nhật Bản.
Kinoshita Yuka thường đăng tải các đoạn video về sức ăn của mình đối với với những bữa ăn vào khoảng từ 5000 đến 23.000 calorie cho một bữa ăn. Các đoạn video của cô được chỉnh sửa giảm thời lượng xuống khoảng 5 đến 7 phút, nhưng thỉnh thoảng cô vẫn đăng tải các đoạn video thời gian thực. Vào tháng 10 năm 2016, video của cô đã được xem nhiều hơn 680 triệu lần.
Một trong những lợi thế của Kinoshita Yuka khi đăng các đoạn video của mình là cô đăng kèm phụ đề tiếng Anh, giúp cho nhiều người trên thế giới có thể hiểu được. Nhờ đó, các video của cô có thể thu hút một lượng người theo dõi đáng kể trên toàn thế giới. Cô cũng đã được giới thiệu ở một chương trình truyền hình Nhật Bản, Ōgui (大食い).